# Turbinicarpus

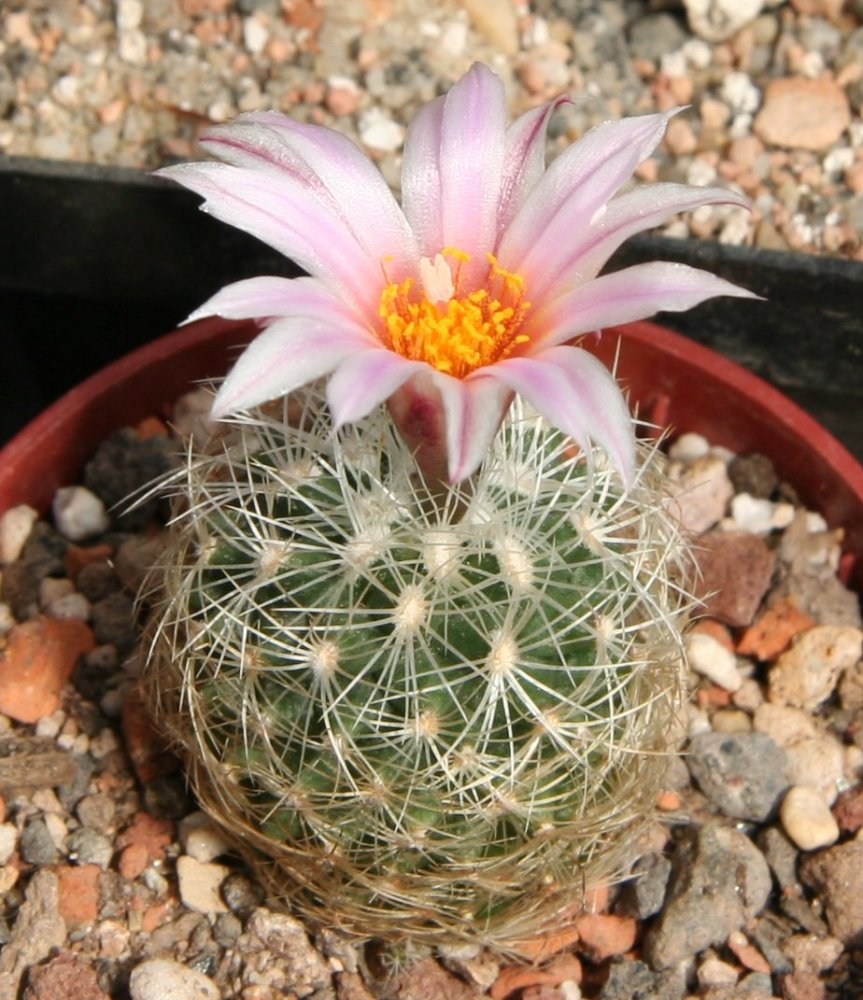
Turbinicarpus knuthianus in Blüte

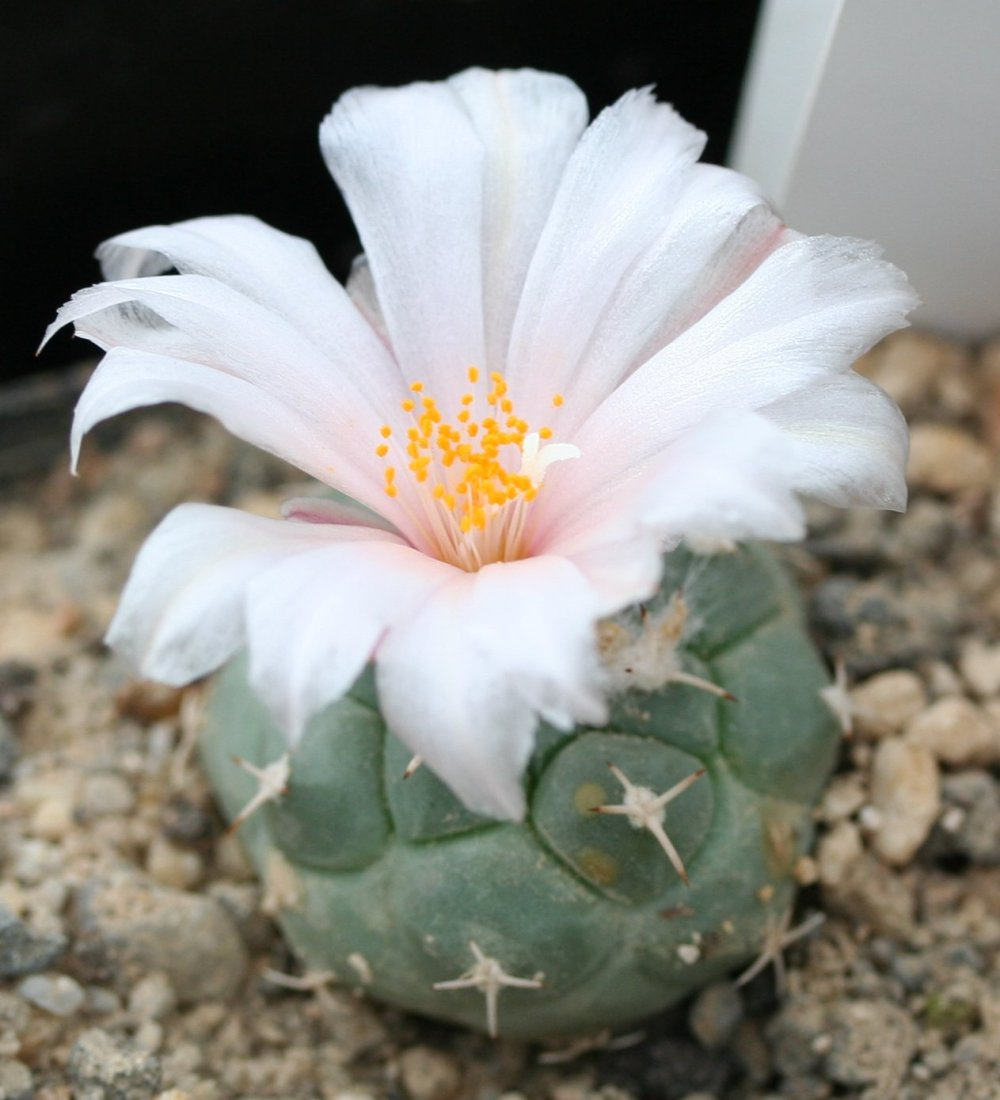
Turbinicarpus lophophoroides in Blüte

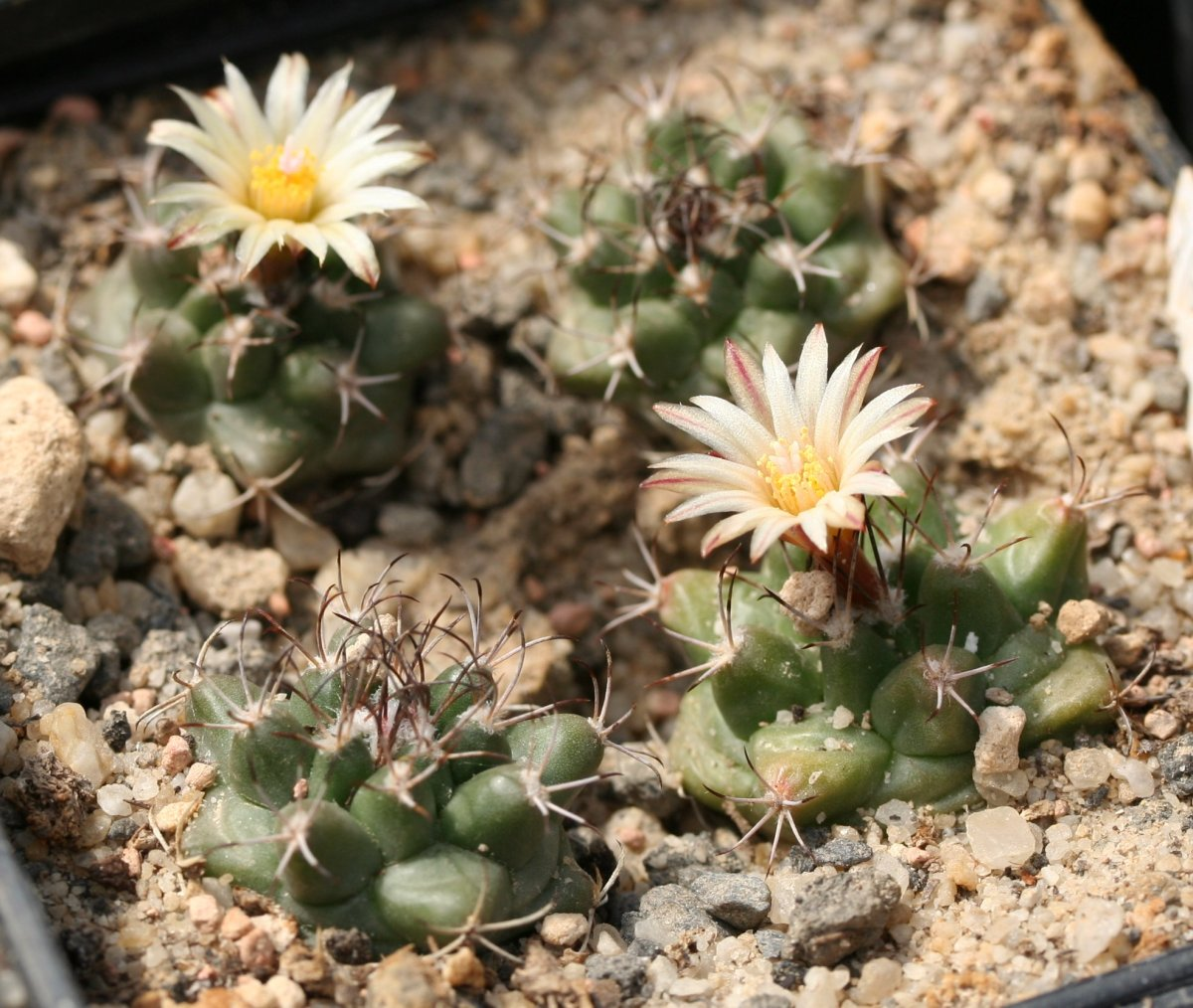
Turbinicarpus swobodae

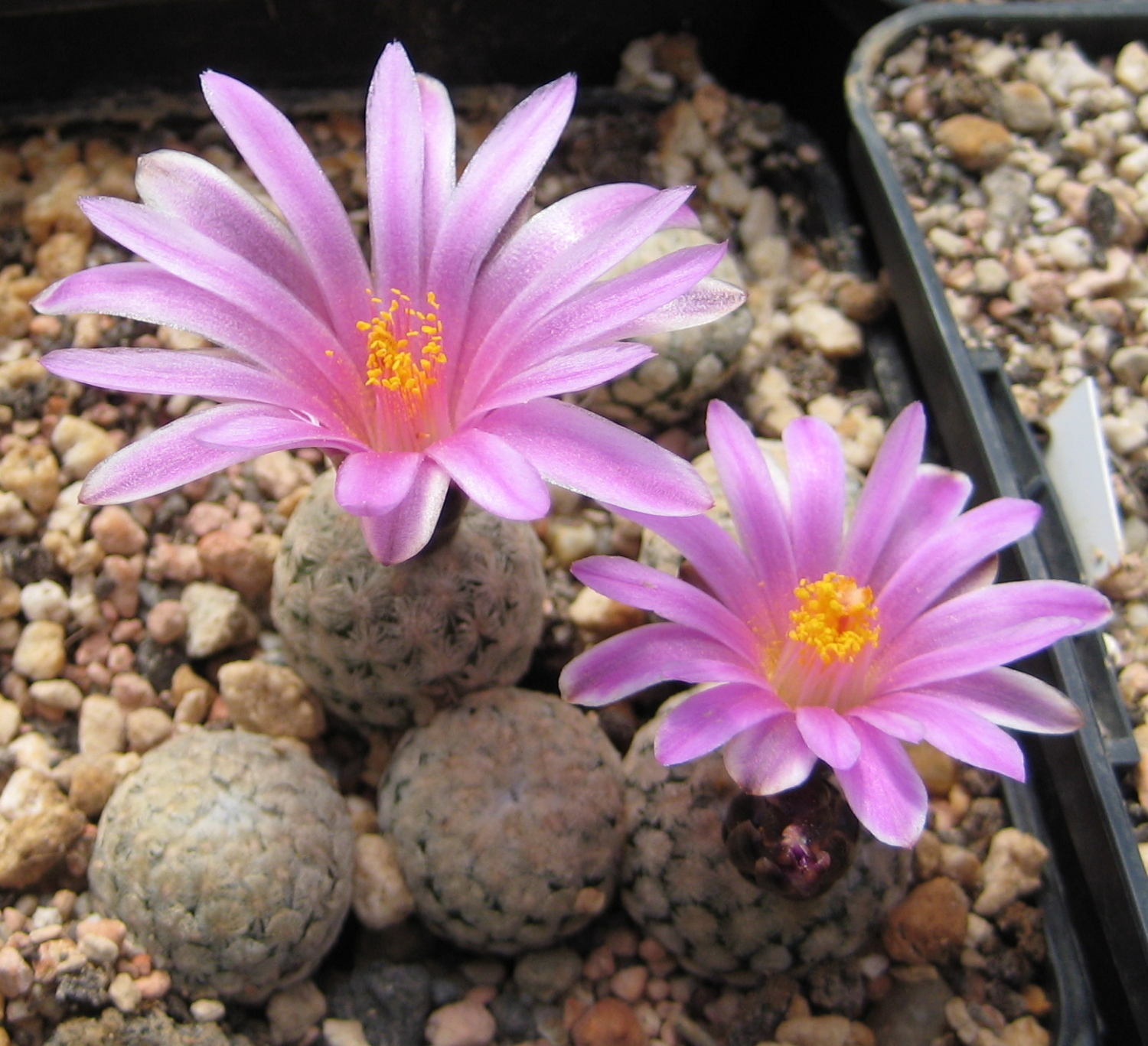
Turbinicarpus valdezianus

Turbinicarpus eine Pflanzengattung aus der Familie der Kakteengewächse (Cactaceae). Der botanische Name der Gattung leitet sich vom lateinischen Wort turbo  für „Wirbel“, „Kreisel“ und dem altgriechischen Wort καρπός karpos für „Frucht“ ab. Er verweist auf die Form der Früchte.

## Beschreibung
Die Arten der Gattung Turbinicarpus sind kleinbleibend, wachsen meistens kugelförmig und verzweigen nur selten. Sie besitzen in der Regel eine Rübenwurzel. Rippen fehlen oder sind in deutlich sichtbare, meist niedrige, gerundete, selten konische, Höcker aufgelöst. Auf den Spitzen der Höcker sitzen häufig weiß bewollte Areolen, aus denen wenige, meist biegsame und nicht stechende oder kurze und anliegende Dornen entspringen.
Die in der Nähe der Triebspitze erscheinenden Blüten öffnen sich am Tag und sind weiß bis rosafarben oder magenta. Ihr Perikarpell ist kahl oder im oberen Teil mit wenigen Schuppen besetzt.
Die kreisel- bis kugelförmigen oder verlängerten Früchte reißen der Länge nach auf. Sie enthalten schwarze, höckerige, 1 bis 1,5 Millimeter lange Samen mit einem großen Hilum.

## Systematik, Verbreitung und Gefährdung
Die Gattung Turbinicarpus ist in Mexiko in den Bundesstaaten San Luis Potosí, Querétaro, Hidalgo, Nuevo León und Guanajuato verbreitet, wo sie auf Kalk- oder Gipsfelsen wachsen.
Die Erstbeschreibung der Gattung als Untergattung von Strombocactus (Strombocactus subg. Turbinicarpus) durch Curt Backeberg wurde 1936 veröffentlicht. Gemeinsam mit Franz Buxbaum erhob er sie in den Rang einer Gattung. Die Typusart der Gattung ist Turbinicarpus schmiedickeanus.
Durch illegales Sammeln sind alle Arten der Gattung stark bedroht und daher im Anhang I des Washingtoner Artenschutz-Übereinkommens aufgeführt.
Phylogenetische Untersuchungen zur Tribus Cacteae zeigten auf, das die Gattung in diesem Umfang polyphyletisch ist. Es wurden drei Kladen gefunden, darunter eine die mit den Arten der Sektion Rapicactus korrespondierte. Turbinicarpus horripilus und Turbinicarpus pseudomacrochele fielen in eine Klade abseits vom Rest der Turbinicarpus-Klade im engeren Sinn. In zwei nachfolgenden Arbeiten aus dem Jahr 2019 wurden diese beiden Arten in die wiederanerkannte Gattung Kadenicarpus gestellt.

### Systematik nach N.Korotkova et al. (2021)

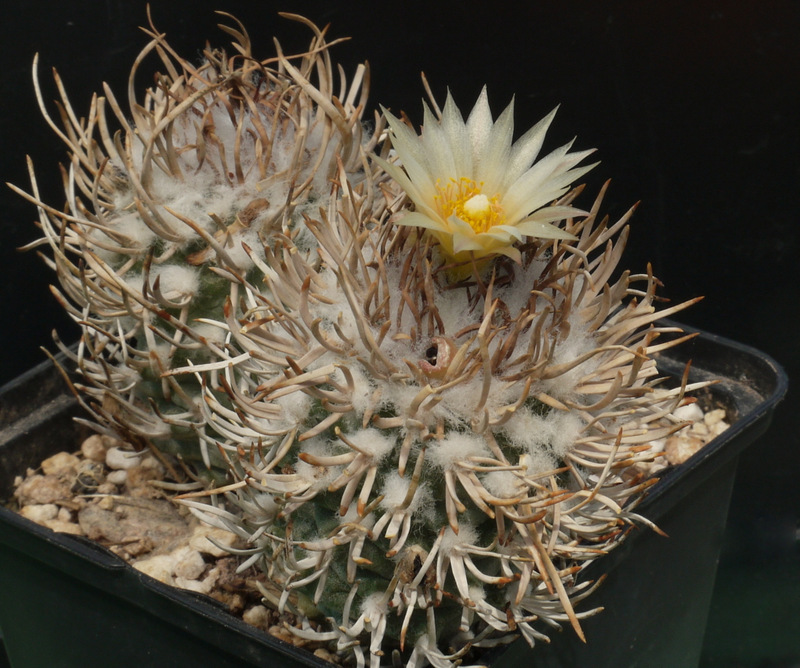
Turbinicarpus flaviflorus

Die Gattung umfasst die folgenden Arten:
- Turbinicarpus alonsoi Glass & S.Arias
- Turbinicarpus boedekerianus García-Mor., Gonz.-Bot., Matusz., Nitzschke & Iamonico[7]
- Turbinicarpus bonatzii Gerhart Frank
- Turbinicarpus dickisoniae (Glass & R.A.Foster) Glass & A.Hofer
- Turbinicarpus flaviflorus Gerhart Frank & A.B.Lau ≡ Turbinicarpus schmiedickeanus subsp. dickisoniae (Glass & R.A.Foster) N.P.Taylor
- Turbinicarpus gielsdorfianus (Werderm.) John & Říha
- Turbinicarpus graminispinus Matusz., Myšák & Jiruše[8][9]
- Turbinicarpus hoferi Lüthy & A.B.Lau
- Turbinicarpus jauernigii Gerhart Frank
- Turbinicarpus knuthianus (Boed.) V.John & Říha
- Turbinicarpus laui Glass & R.A.Foster
- Turbinicarpus lophophoroides (Werderm.) Buxb. & Backeb.
- Turbinicarpus nieblae García-Mor.
- Turbinicarpus nikolae Šnicer, Myšák, Zachar & Jiruše[10]
- Turbinicarpus pseudopectinatus (Backeb.) Glass & R.A.Foster
- Turbinicarpus rioverdensis Gerhart Frank
- Turbinicarpus saueri (Boed.) John & Říha
  - Turbinicarpus saueri subsp. gonzalezii Pavlícek & Zatloukal
  - Turbinicarpus saueri subsp. nelissae Halda & Panar.
  - Turbinicarpus saueri subsp. saueri
  - Turbinicarpus saueri subsp. septentrionalis Matusz. & Šnicer
  - Turbinicarpus saueri subsp. verduzcoi Zachar & Lux
- Turbinicarpus schmiedickeanus (Boed.) Buxb. & Backeb.
  - Turbinicarpus schmiedickeanus subsp. andersonii Mosco
  - Turbinicarpus schmiedickeanus subsp. gracilis (Glass & R.A.Foster) Glass
  - Turbinicarpus schmiedickeanus subsp. klinkerianus (Backeb. & H.Jacobsen) Glass & R.A.Foster
  - Turbinicarpus schmiedickeanus subsp. macrochele (Werderm.) N.P.Taylor
  - Turbinicarpus schmiedickeanus subsp. rubriflorus (Gerhart Frank) Panar.
  - Turbinicarpus schmiedickeanus subsp. sanchezii-mejoradae García-Mor., Gonz.-Bot. & Vargas-Vázq.
  - Turbinicarpus schmiedickeanus subsp. schmiedickeanus
- Turbinicarpus schwarzii (Shurly) Backeb.
- Turbinicarpus swobodae Diers
- Turbinicarpus valdezianus (H.Moeller) Glass & R.A.Foster
- Turbinicarpus viereckii (Werderm.) John & Říha
  - Turbinicarpus viereckii subsp. major (Glass & R.A.Foster) Glass
  - Turbinicarpus viereckii subsp. neglectus D.Donati & Zanov.
  - Turbinicarpus viereckii subsp. reconditus Labhart
  - Turbinicarpus viereckii subsp. viereckii
- Turbinicarpus ysabelae (Schlange) John & Říha

sowie die Hybriden
- Turbinicarpus ×admirabilis Halda & Panar.
- Turbinicarpus ×adronatus Halda & Panar.
- Turbinicarpus ×aemulus Halda & Panar.
- Turbinicarpus ×aequalis Halda & Panar.
- Turbinicarpus ×agatolepis Halda & Panar.
- Turbinicarpus ×albellus Halda & Panar.
- Turbinicarpus ×amabilis Halda & Panar.
- Turbinicarpus ×amiantus Halda & Panar.
- Turbinicarpus ×amoenulus Halda & Panar.
- Turbinicarpus ×ampliflorus Halda & Panar.
- Turbinicarpus ×anomalus Halda & Panar.
- Turbinicarpus ×anosmus Halda & Panar.
- Turbinicarpus ×antiquorum Halda & Panar.
- Turbinicarpus ×ascocalyx Halda & Panar.
- Turbinicarpus ×assimilis Halda & Panar.
- Turbinicarpus ×asteroides Halda & Panar.
- Turbinicarpus ×attenuatus Halda & Panar.
- Turbinicarpus ×azanthus Halda & Panar.
- Turbinicarpus ×bellatulus Halda & Panar.
- Turbinicarpus ×bicolor Halda & Panar.
- Turbinicarpus ×brachypus Halda & Panar.
- Turbinicarpus ×callichromus Halda & Panar.
- Turbinicarpus ×calopsis Halda & Panar.
- Turbinicarpus ×calozonus Halda & Panar.
- Turbinicarpus ×calvescens Halda & Panar.
- Turbinicarpus ×camelliflorus Halda & Panar.
- Turbinicarpus ×campanularis Halda & Panar.
- Turbinicarpus ×candidulus Halda & Panar.
- Turbinicarpus ×carneolus Halda & Panar.
- Turbinicarpus ×cintiae Halda & Panar.
- Turbinicarpus ×concinnus Halda & Panar.
- Turbinicarpus ×delicatus Halda & Panar.
- Turbinicarpus ×dubeniorum Halda, Kracík & Malina
- Turbinicarpus ×mombergeri Říha
- Turbinicarpus ×pulcherrimus Halda & Panar.
- Turbinicarpus ×roseiflorus Backeb.

Synonyme der Gattung sind Strombocactus subg. Turbinicarpus Backeb. (1936), Gymnocactus Backeb. (1938), Normanbokea Kladiwa & Buxb. (1969) und Pseudosolisia Y.Itô (1981).

### Systematik nach Anderson/Eggli (2005)
Zur Gattung Turbinicarpus gehören die folgenden Arten und Hybriden:
- Sektion Gymnocactus (Backeb.) Lüthy
  - Turbinicarpus alonsoi Glass & S.Arias
  - Turbinicarpus gielsdorfianus (Werderm.) V.John & Říha
  - Turbinicarpus horripilus (Lem.) V.John & Říha ≡ Kadenicarpus horripilus (Lem.) Vázquez-Sánchez
  - Turbinicarpus knuthianus (Boed.) V.John & Říha
  - Turbinicarpus laui Glass & R.A.Foster
  - Turbinicarpus saueri (Boed.) V.John & Říha
  - Turbinicarpus viereckii (Werderm.) V.John & Říha
    - Turbinicarpus viereckii subsp. viereckii
    - Turbinicarpus viereckii subsp. major (Glass & R.A.Foster) Glass
    - Turbinicarpus viereckii subsp. neglectus D.Donati & Zanov.[13]
    - Turbinicarpus viereckii subsp. reconditus Labhart[14]

  - Turbinicarpus ysabelae (Schlange) V.John & Říha
- Sektion Turbinicarpus
  - Turbinicarpus bonatzii Gerhart Frank
  - Turbinicarpus hoferi Lüthy & A.B.Lau
  - Turbinicarpus jauernigii Gerhart Frank
  - Turbinicarpus lophophoroides (Werderm.) Buxb. & Backeb.
  - Turbinicarpus pseudomacrochele (Backeb.) Buxb. & Backeb. ≡ Kadenicarpus pseudomacrochele (Backeb.) Doweld
    - Turbinicarpus pseudomacrochele subsp. pseudomacrochele ≡ Kadenicarpus pseudomacrochele subsp. pseudomacrochele
    - Turbinicarpus pseudomacrochele subsp. krainzianus (Gerhart Frank) Glass ≡ Kadenicarpus pseudomacrochele subsp. krainzianus (Gerhart Frank) Vázquez-Sánchez
    - Turbinicarpus pseudomacrochele subsp. lausseri (Diers & Gerhart Frank) Glass ≡ Kadenicarpus pseudomacrochele subsp. lausseri (Diers & Gerhart Frank) Doweld

  - Turbinicarpus pseudopectinatus (Backeb.) Glass & R.A.Foster
  - Turbinicarpus rioverdensis Gerhart Frank
  - Turbinicarpus schmiedickeanus (Boed.) Buxb. & Backeb.
    - Turbinicarpus schmiedickeanus subsp. schmiedickeanus
    - Turbinicarpus schmiedickeanus subsp. andersonii Mosco
    - Turbinicarpus schmiedickeanus subsp. dickisoniae (Glass & R.A.Foster) N.P.Taylor
    - Turbinicarpus schmiedickeanus subsp. flaviflorus (Gerhart Frank & A.B.Lau) Glass ≡ Turbinicarpus flaviflorus Gerhart Frank & A.B.Lau
    - Turbinicarpus schmiedickeanus subsp. gracilis (Glass & R.A.Foster) Glass
    - Turbinicarpus schmiedickeanus subsp. klinkerianus (Backeb. & H.Jacobsen) N.P.Taylor
    - Turbinicarpus schmiedickeanus subsp. macrochele (Werderm.) N.P.Taylor
    - Turbinicarpus schmiedickeanus subsp. schwarzii (Shurly) N.P.Taylor

  - Turbinicarpus swobodae Diers
  - Turbinicarpus valdezianus (H.Moeller) Glass & R.A.Foster
- Sektion Rapicactus Buxb. & Oehme
  - Turbinicarpus beguinii (N.P.Taylor) Mosco & Zanov. ≡ Rapicactus beguinii (N.P.Taylor) Lüthy
    - Turbinicarpus beguinii subsp. beguinii ≡ Rapicactus beguinii subsp. beguinii
    - Turbinicarpus beguinii subsp. hintoniorum A.Hofer ≡ Rapicactus beguinii subsp. hintoniorum (A.Hofer) Lüthy

  - Turbinicarpus mandragora (Frič ex A.Berger) A.D.Zimmerman ≡ Rapicactus mandragora (Frič ex A.Berger) Buxb. & Oehme
    - Turbinicarpus mandragora subsp. mandragora ≡ Rapicactus mandragora subsp. mandragora
    - Turbinicarpus mandragora subsp. booleanus (G.S.Hinton) Lüthy ≡ Rapicactus booleanus (G.S.Hinton) D.Donati
    - Turbinicarpus mandragora subsp. pailanus (Halda & Panar.) Lüthy ≡ Rapicactus mandragora subsp. pailanus (Halda & Panar.) Lüthy
    - Turbinicarpus mandragora subsp. subterraneus (Backeb.) Lüthy ≡ Rapicactus subterraneus Buxb. & Oehme
    - Turbinicarpus mandragora subsp. zaragosae (Glass & R.A.Foster) Lüthy ≡ Rapicactus zaragosae (Glass & R.A.Foster) D.Donati ex D.Aquino
- Hybriden
  - Turbinicarpus ×mombergeri
Naturhybride zwischen Turbinicarpus laui und Turbinicarpus pseudopectinatus

Synonyme der Gattung sind Gymnocactus Backeb., Rapicactus Buxb. & Oehme, Normanbokea Kladiwa & Buxb., Gymnocactus V.John & Říha, Pseudosolisia Y.Itô, Bravocactus Doweld und Kadenicarpus Doweld.

## Nachweise

## Weiterführende Literatur
- Davide Donati, Carlo Zanovello: Turbinicarpus – Rapicactus. Cactus Trentino, Südtirol 2005, ISBN 88-901391-2-9.
- Anton Hofer: Turbinicarpus – Gefährdete Edelsteine aus Mexico. Sonderausgabe Deutsche Kakteen-Gesellschaft e. V., Adelsdorf 2013.
- J. M. Lüthy: The Turbinicarpus mandragora complex. In: Bradleya. Band 19, 2001, S. 19–54.
- J. M. Lüthy: Further comments on Turbinicarpus and a key to species. In: Cactaceae Systematics Initiatives, Band 14, 2002, S. 21–25.
- Alessandro Mosco: Micro-morphology and anatomy of Turbinicarpus (Cactaceae) spines. In: Revista Mexicana de Biodiversidad. 2009, S. 119–128 (PDF).
- Manuel Sotomayor et al. (Grupo San Luis): The genus Turbinicarpus in San Luis Potosi. CACTUS & Co. libri, Tradate 2004, ISBN 88-900511-6-7.
- Alejandro De la Rosa-Tilapa, Monserrat Vázquez-Sánchez, Teresa Terrazas: Stem anatomy of Turbinicarpus s.l. (Cacteae, Cactaceae) and its contribution to systematics. In: Plant Biosystems. Band 153, Nr. 4, 2019, S. 600–609 (doi:10.1080/11263504.2018.1527791).
- Monserrat Vázquez-Sánchez, Daniel Sánchez, Teresa Terrazas, Alejandro De La Rosa-Tilapa, Salvador Arias: Polyphyly of the iconic cactus genus Turbinicarpus (Cactaceae) and its generic circumscription. In: Botanical Journal of the Linnean Society. Band 190, Nr. 4, 2019, S. 405–420 (doi:10.1093/botlinnean/boz027).
- Milan Zachar, Roman Staník, Alexander Lux, Igor Dráb: Rod Turbinicarpus / Die Gattung Turbinicarpus / The genus Turbinicarpus. Vydavatel′stvo Roman Staník, Bratislava 1996.
- Milan Zachar: The Genus Turbinicarpus. 2004, ISBN 80-85441-23-3.